# Дмитро Углицький
Дмитро Іванович (рос. Димитрий Иоаннович) (29 жовтня 1582, Москва — 25 травня 1591, Углич) — князь Углицький, молодший син Івана Грозного від його шостої або сьомої дружини Марії Нагої. Рання та загадкова смерть Дмитра пізніше призвела до появи великої кількості самозванців, які видавали себе за нього та стала однією з причин смути в Московській державі. Святий Російської православної церкви. Пам'ять вшановується 15 (28) травня, 3 (16) червня, 19 жовтня (1 листопада).

## Біографія
Вже у травні 1584 року Дмитро Іванович у віці 1,5 років, всупереч давній традиції був відправлений своїм братом Федором на уділ, в Углич. Разом з ним вислали і його родичів по матері з родини Нагих. При чому ні Дмитро Іванович ні його рідня не мали реальної влади на уділі, яка зосередилась в руках намісників царя (спочатку дяк О. Власьєв, пізніше — М. Битяговський).
За свідченнями людей з оточення царевича Дмитра він страждав «падучою хворобою» (епілепсією). При чому матір царевича, Марія, звинувачувала дяка Битяговського в тому що він спеціально тримав при дворі юродиву, яка провокувала приступи епілепсії в Дмитра Івановича. Також в цей час поширювались чутки про те, що серед московського дворянства існувала група змовників які планували отруїти царевича Дмитра; лідером заколоту називали майбутнього царя, Бориса Годунова.

### Смерть
Царевич Дмитро загинув при нез'ясованих обставинах — від ножової рани в горло. Його мати звинуватила у вбивстві Дмитра «людей Бориса» Данилу Битяговського і Микиту Качалова, які негайно були вбиті натовпом, що піднявся на сполох.

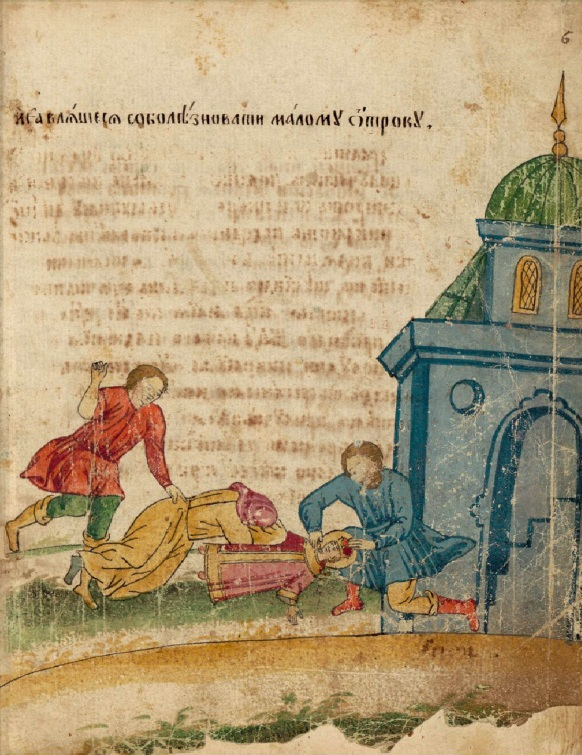
Смерть царевича Дмитра на мініатюрі XVIII століття

Незабаром після загибелі в Углич приїхала урядова комісія на чолі з князем Василем Шуйським, яка після допиту десятків свідків прийшла до висновку, що це був нещасний випадок і царевич сам міг нанести собі рану ножницями під час нападу епілепсії. Проте це не завадило слідчим покарати винних в смерті царевича — зокрема його мати були пострижена в черниці, деяких містян було страчено, близько 200 людей кинули у в'язниці, а родину Нагих відправили на заслання в Сибір.

## Канонізація
Дмитро Углицький вшановується як святий Російською православною церквою. Царевич був канонізований у 1606 році в лику страстотерпців. Причиною канонізації стали, нібито, нетлінність мощей та чудеса сцілення хворих біля могили Дмитра. В кінці того ж року Германом Тулуповим було створено перше житіє святого.

### Вшанування пам'яті
- Царевич шанується як попечитель страждущих дітей: сиріт, інвалідів і беспритульників.
- На місці його вбивства в 1630 році було споруджено дерев'яну Церкву Димитрія на крові, а в 1692 — кам'яну.
- У XVIII століття ікону царевича Дмитра поміщено на герб Угличу, а у 1999 — і на прапор.
- В 1997 році Російською православною церквою був введений Орден святого благовірного царевича Димитрія.
- 20 травня 2015 року в Углицькому кремлі встановили пам'ятник царевичу, який відкрили 28 травня 2015 року[1][2][3].

### Галерея

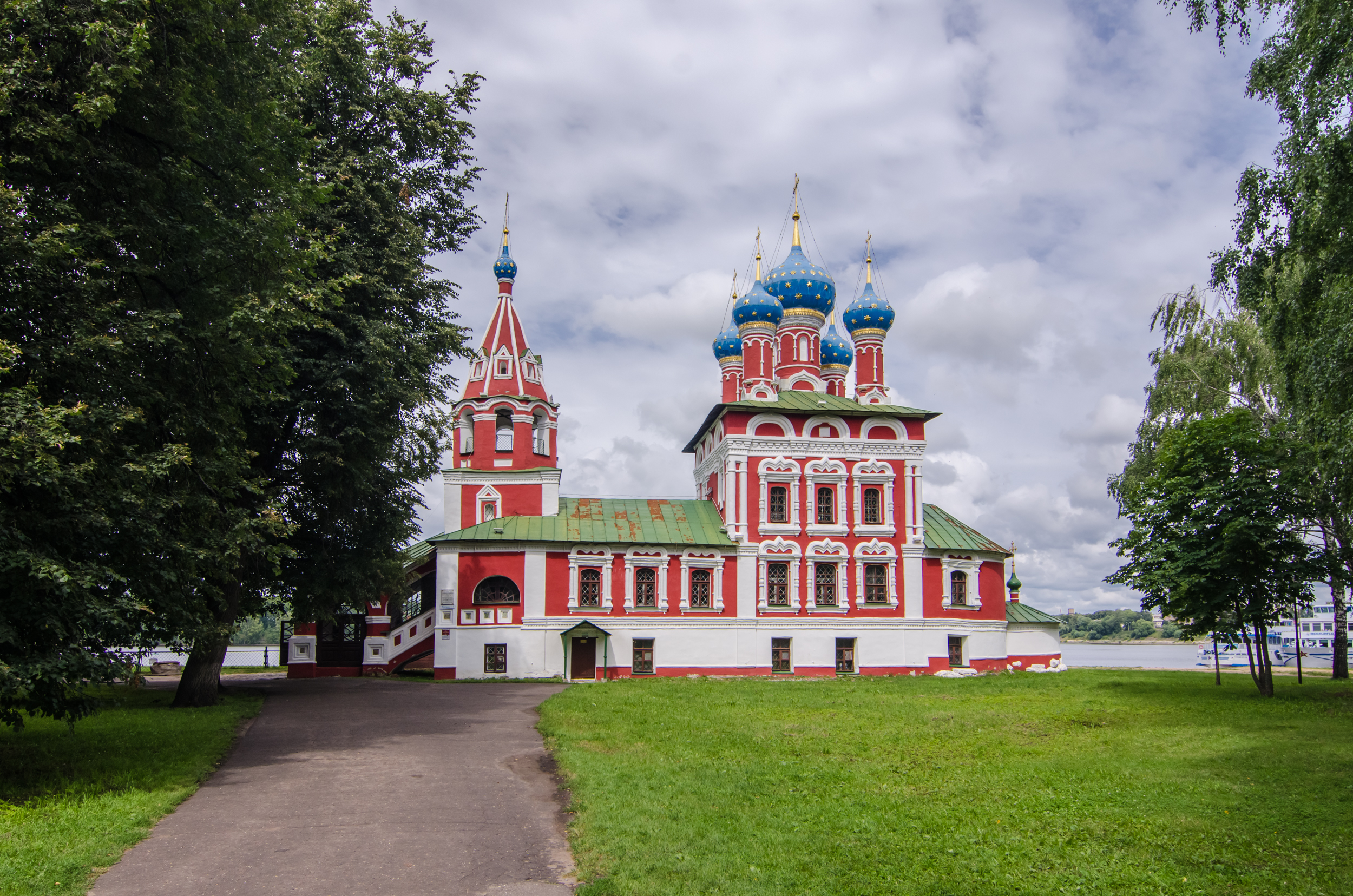
Церква Димитрія Царевича на крові в Угличі
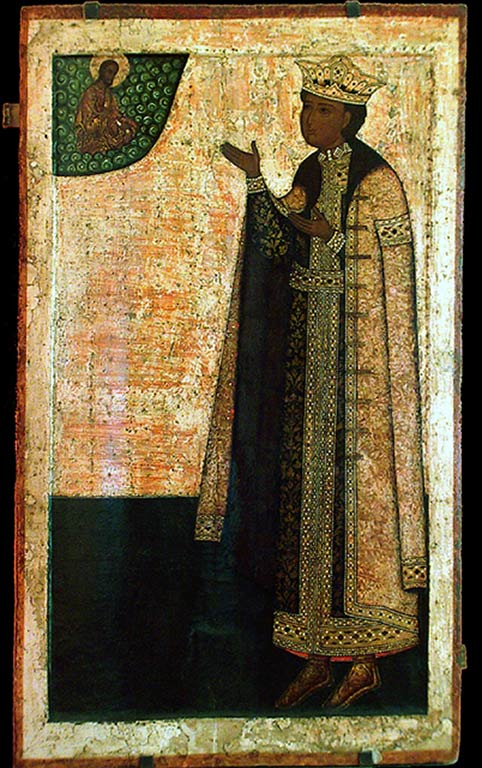
Ікона 1606
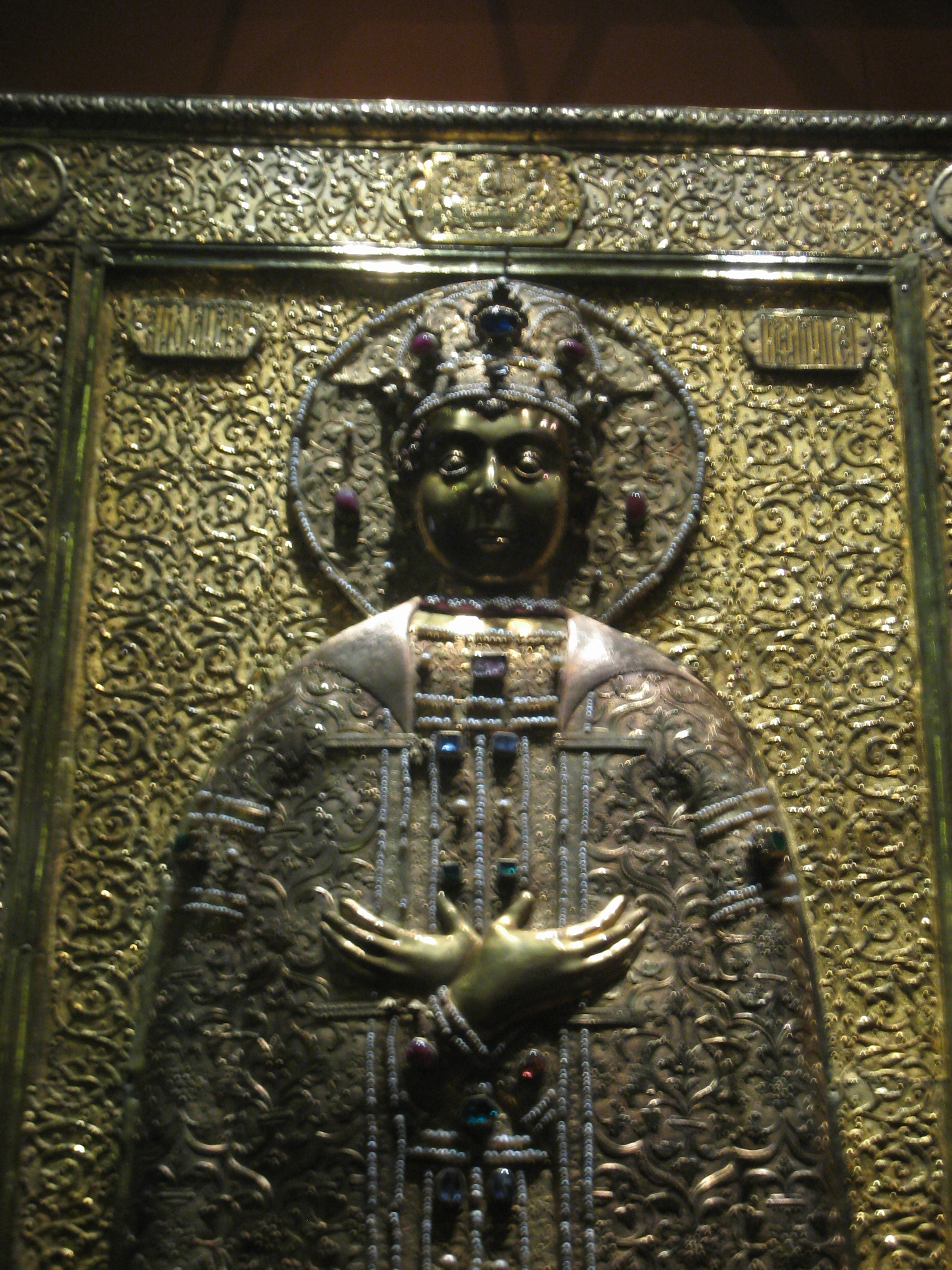
Кришка раки мощей святого
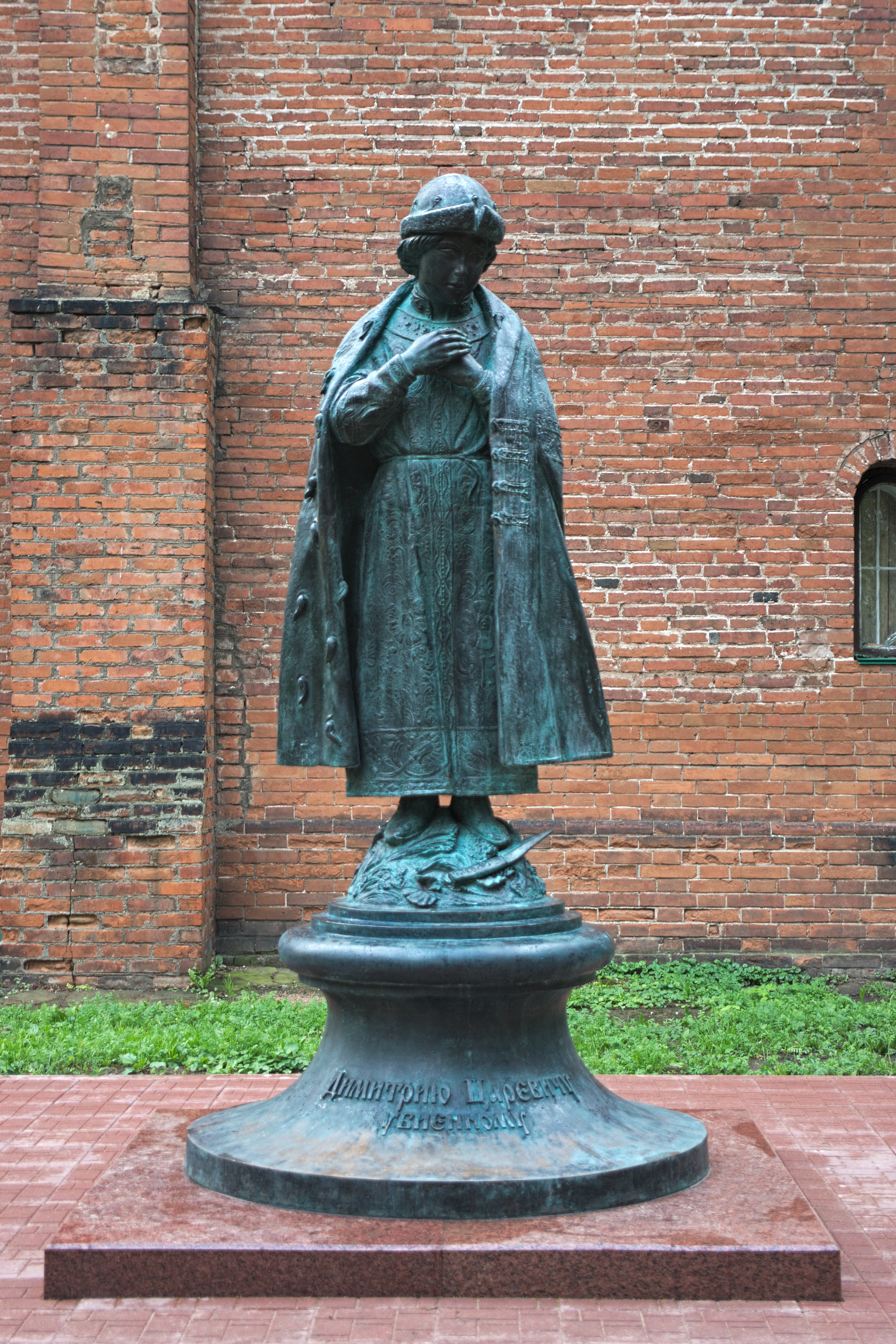
Пам'ятник царевича в Углицькому кремлі
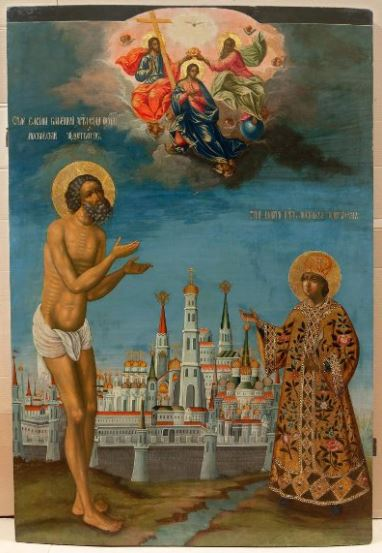
Святі Василій Блаженний і Дмитро Углицький на фоні московського кремля. Ікона кінця XVIII століття.
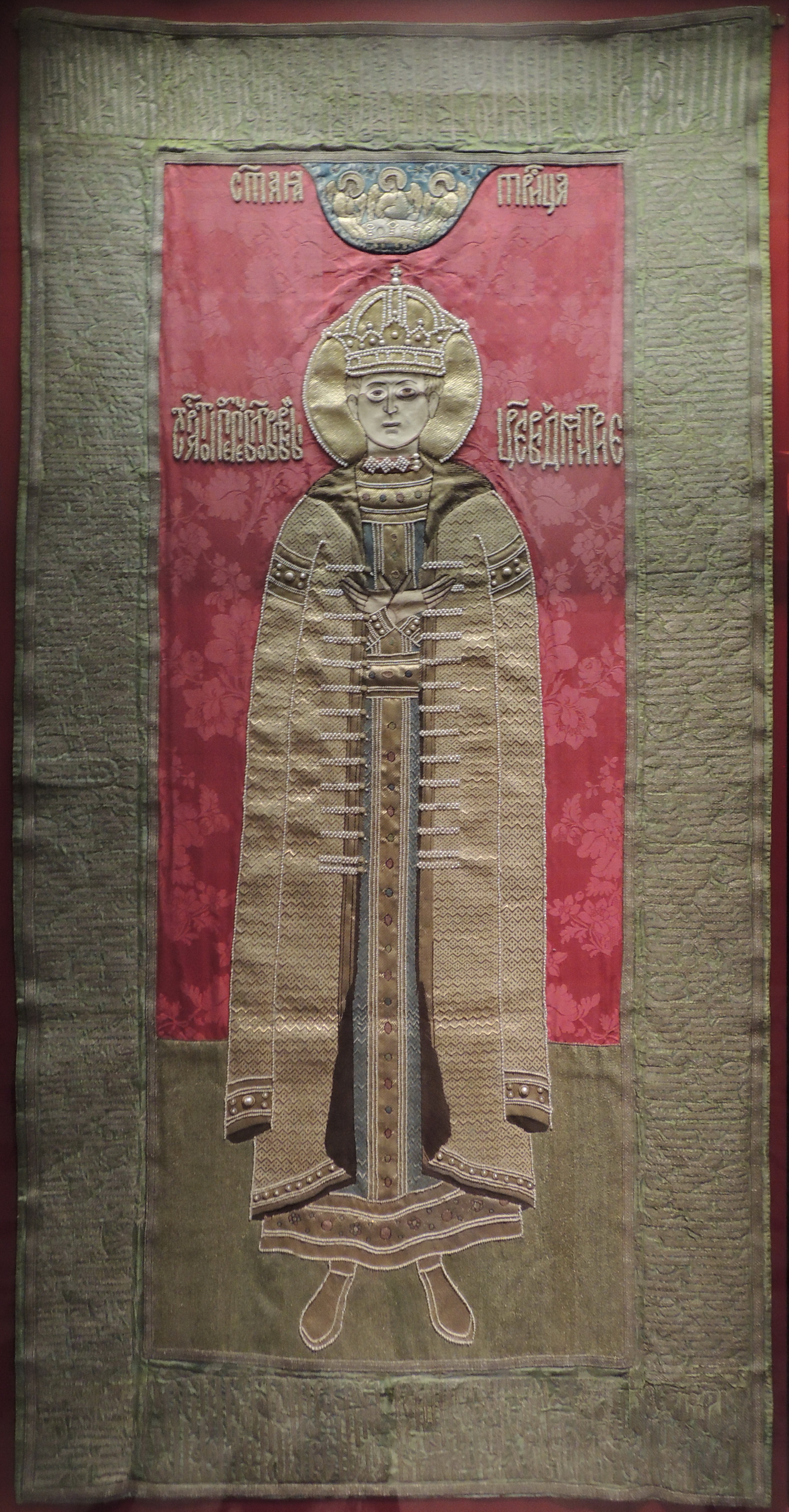
Покров царевича Дмитра

## У геральдиці
Ікону царевича Дмитра зображено на прапорі та гербі міста Углич.

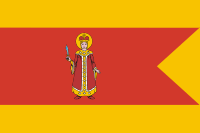
Прапор Углича
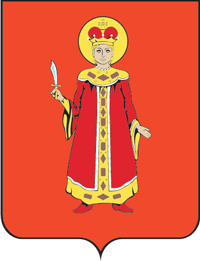
Герб Углича